# John Percival
John Percival (ur. 3 kwietnia 1863 w Carperby, zm. 26 stycznia 1949) – angielski botanik.

## Życiorys
Po ukończeniu National school w Aysgarth został zatrudniony w York Glass Works, należącej wówczas do rodziny Quaker o imieniu Spence. Pracował tam od 1877 do 1884 roku. Pani T. A. (Charlotte) Cotton, członek rodziny Spence, ufundowała mu stypendium. W 1887 r. ukończył College w Cambridge, w 1891 r. uzyskał magisterium, w 1892 r. doktorat. Od 1894 do 1903 był wykładowcą botaniki w Agricultural College w Wye w hrabstwie Kent. Od 1903 do 1907 był dyrektorem Wydziału Rolnictwa University College w Reading, a w 1909 r. został profesorem botaniki rolniczej. W 1893 r. Towarzystwo Linneuszowskie wybrało go na członka i wiceprezesa na lata 1926–1927. W 1896 roku poślubił Ethel Elizabeth Hope-Johnstone. Dorosłego wieku dożyło jedno ich dziecko. W 1932 r. przeszedł na emeryturę. Zmarł w wieku 85 lat.

## Praca naukowa
Znany jest ze swoich badań nad gatunkami pszenicy (Triticum) i egilopsa (Aegilops). W latach 1907–1930 energicznie rozszerzał zbiór europejskich zbóż. Zebrał kolekcje ich nasion z ponad 40 krajów na całym świecie. Dokonał tego przy pomocy Zarządu (później Ministerstwa) Rolnictwa i Ministerstwa Spraw Zagranicznych Wielkiej Brytanii. Brytyjskie ambasady i urzędy konsularne w krajach uprawiających pszenicę zostały poproszone o pobranie próbek kłosów i nasion reprezentujących rodzaje uprawianej w nich pszenicy. Stworzył kolekcję 2500 próbek pszenicy z całego świata. Praca ta przyniosła mu międzynarodową sławę. Próbki tych kolekcji są przechowywane w 80 wykonanych na zamówienie drewnianych skrzyniach w zielniku. Jego zainteresowanie hodowlą i różnorodnością pszenicy (w tym materiałem archeologicznym) spowodowało, że w 1922 r. otrzymał tytuł doktora honoris causa Uniwersytetu w Cambridge.
Około 1928 r. Piotr M. Zhukovsky (Пётр Михайлович Жуковский) przesłał Percivalowi kompletną kolekcję gatunków z rodzaju Aegilops. Podczas II wojny światowej kolekcja Aegilops w Leningradzie została zniszczona. Dzięki przechowywaniu jej w Anglii w późnych latach pięćdziesiątych ZSRR otrzymał z powrotem kompletny zestaw gatunków tego zboża. Od około 1927 r. Percival otrzymywał liczne wysuszone lub zwęglone próbki ziaren zbóż z grobowców lub innych stanowisk archeologicznych w Egipcie, na Bliskim Wschodzie i w zachodniej Azji. Na Uniwersytecie w Reading zajmował się ich identyfikacją, co było ważne w rozwoju archeobotaniki.
Opisał nowe taksony roślin i grzybów, m.in. grzyba Synchytrium endobioticum powodującego raka ziemniaka. W ich naukowych nazwach dodawane jest jego nazwisko Percival.